# 雪山园丁鸟
雪山园丁鸟（学名：Archboldia papuensis），也称阿氏园丁鸟，是雀形目园丁鸟科的一种鸟类。
雪山园丁鸟体重约177.6克，翼长约162毫米，嘴峰长约33.5毫米，喙宽度约8.2毫米，喙厚度约9.4毫米，跗蹠长约43.4毫米，尾长约158.3毫米。雪山园丁鸟是部分迁徙的鸟类，其栖息在密集的高大树木组成的森林中，食性为杂食性。

## 亚种
- ：分布于西新几内亚拿骚。
- ：分布于新几内亚中央山脉，该物种分类地位有争议，也被视为单独的物种桑氏园丁鸟。[4]